# Kolja Oudenne
Kolja Nuno Oudenne, född 11 november 2001, är en svensk-tysk fotbollsspelare som spelar för Hannover 96.

## Klubbkarriär

### Tidiga år
Oudenne är uppvuxen i Berlin och började spela fotboll i Internationale Berlin. Han spelade därefter för Hertha Berlins ungdomsakademi mellan 2014 och 2015 och sedan Bayern Münchens ungdomsakademi mellan 2015 och 2018. Oudenne gick sedan till Hertha Zehlendorfs ungdomslag sommaren 2018.

### Hertha Zehlendorf
Inför säsongen 2020/2021 blev Oudenne uppflyttad i Hertha Zehlendorfs A-lag. Han spelade under säsongen åtta matcher i NOFV-Oberliga (tyska femtedivisionen) samt två matcher i Berliner Landespokal.  (På grund av coronapandemin avbröts säsongen först tillfälligt i november efter nio omgångar och sedan definitivt i april utan att ha återupptagits.)

### Tasmania Berlin
I april 2021 värvades Oudenne av Tasmania Berlin, där han skrev på ett tvåårskontrakt. Under säsongen 2021/2022 spelade Oudenne 34 matcher i Regionalliga Nordost (tyska fjärdedivisionen) samt gjorde två mål på fyra matcher i Berliner Landespokal.

### VSG Altglienicke
Efter att Tasmania Berlin blivit nerflyttade värvades Oudenne i juni 2022 av tidigare ligakonkurrenten VSG Altglienicke. Under säsongen 2022/2023 gjorde han sex mål på 33 matcher i Regionalliga Nordost samt två matcher i Berliner Landespokal.

### Hannover 96
I juni 2023 värvades Oudenne av Hannover 96. Oudenne debuterade i 2. Bundesliga den 17 september 2023 i en 7–0-seger över VfL Osnabrück, där han blev inbytt i den 75:e minuten mot Cedric Teuchert och gjorde en assist till matchens sista mål.

## Landslagskarriär
Oudenne har en svensk mor och en tysk far. Han spelade tre landskamper för Sveriges U17-landslag under 2017.